# Bagaran
Bagaran —Բագարան en armeni — era una ciutat en l'antiga Armènia fundada durant el regnat de la dinastia Oróntida a la confluència entre el riu Akhurian i el riu Araxes. És una de les capitals històriques d'Armènia. Segons l'historiador armeni Movses Khorenatsi, Bagaran va ser fundada durant el segle iii aC per rei Orontes IV d'Armènia. Ràpidament es va convertir al centre religiós d'Armènia, en substitució d'Armavir, com el lloc espiritual principal dels temples pagans dels oróntides. Després que caiguda de la dinastia Oróntida i l'ascens de la dinastia artáxida, el rei Artaxes I d'Armènia va moure tots els monuments pagans de Bagaran i els va traslladar a la seva capital de nova construcció de Artashat, fundada l'any 176 aC.
Durant la segona meitat del segle vi, Bagaran juntament amb tot el cantó d'Arsharunik es va convertir en propietat dels prínceps Camsaracans. L'Església de Sant Teodor es va construir entre els anys 624 i 631, convertint-se en un dels principals punts de referències de Bagaran. Les inscripcions a l'església de Sant Teodor de Bagaran es troben en la part exterior de tot l'edifici, a partir de la cara nord de l'absis occidental i recorrent a través del nord, en les cares orientals i del sud.

## Bagratunis
La dinastia Bagratuní es va fer càrrec de la ciutat durant el segle viii. Fou residència principal del príncep Asoci IV Bagratuní a finals del segle viii i després del seu fill Simbaci I Ablablas i del seu net Asoci el Gran; aquest darrer la va donar al seu fill Shahpuh. En el 895, després de l'establiment del Regne d'Armènia, Bagaran es va convertir en la capital d'una Armènia independent sota el rei Asoci I. El seu successor Simbaci I va traslladar la capital a Shirakavan en el 890. Sota la dinastia Bagratuní, Bagaran va seguir sent un dels centres més pròspers del regne armeni. Molts membres dels Bagratuní, incloent Asoci I, van ser enterrats en Bagaran. Asoci, fill de Xahpuh, era nakharar de Bagaran i Kolb vers el 909 o 910, data en què es va sotmetre als sadjides.

## Regne de Bagaran
El 921 Asoci el Gran va atacar Kolb, on hi havia una guarnició sadjida; el príncep de Bagaran, al qual pertanyia Kolb, Asoci (conegut com a Asoci l'sparapet), estava a Dvin on llavors va rebre la corona reial de l'emir Yússuf ibn Abi-s-Saj (vers 922). Les destruccions provocades pels realistes al seu principat van incitar al sparapet a combatre el rei, en lo que es va anomenar "Guerra dels dos Asocis" (vers 922); una mica després es va fer una treva negociada pel patriarca, però al 923 es va reiniciar la lluita i l'sparapet va ocupar Vagharxapat. El rei el va atacar i li va causar una desfeta militar, després del qual va recuperar la ciutat de Valarxapat, on per un temps es va establir la residència reial. L'sparapet es va refugiar a Dvin. El patriarca Joan V va negociar una segona treva.
El 923 el rei va decidir anar a l'Azerbaijan i fer homenatge a Yússuf. Aquest el va reconèixer i li va donar la corona reial. Li va donar autorització per sotmetre a Asoci l'sparapet, que era a Dvin. Asoci el Gran va atacar Dvin però fou rebutjat amb moltes pèrdues. Joan va negociar una tercera treva. L'sparapet però, com que va perdre el suport dels sadjides, va deixar de representar un perill.
Vers el 924 l'emir de l'Azerbaidjan, Nasr (Subuk) va fer un acord de pau amb el rei d'Armènia i el va reconèixer com a Xahanxah (rei de reis). Asoci l'sparapet també el va reconèixer i llavors el Xahanxah li va permetre de conservar el títol de rei als seus territoris de Bagaran i Kolb, títol que va conservar fins a la seva mort el 936, en què, en no deixar fills, va passar al seu cosí Abas I d'Armènia i va seguir els destins del regne d'Aní.

## Regne d'Aní
No obstant això, l'any 1045, Bagaran juntament amb capital Aní va ser envaïda per els romans d'Orient . El 1064, la ciutat va ser atacada i destruïda en gran manera per l'imperi Seljúcida. Durant el segle xii, el Xah-i Arman es va fer càrrec de Bagaran. En 1211, la ciutat va ser governada breument pels prínceps Zakarid d'Armènia abans de ser envaïda per l'imperi mongol el 1236. El 1394, Bagaran finalment fou destruïda per Tamerlà.